# Macrocera guarani
Macrocera guarani är en tvåvingeart som beskrevs av Lane 1950. Macrocera guarani ingår i släktet Macrocera och familjen platthornsmyggor. Inga underarter finns listade i Catalogue of Life.